# Ujigami

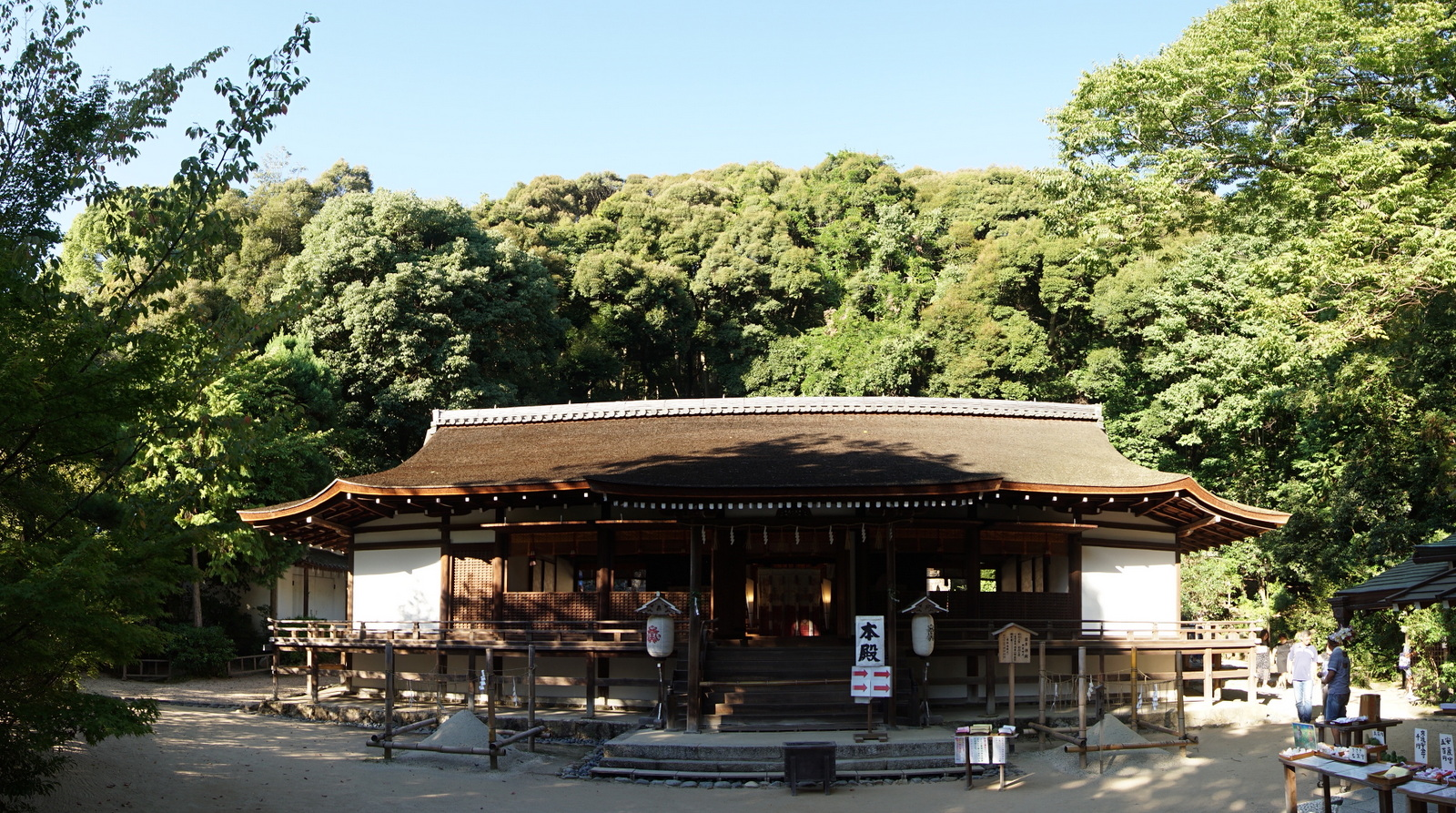

Un ujigami (氏神) est un dieu ou esprit gardien d'un endroit particulier dans le shintoïsme au Japon.

## Usage
Le ujigami est prié pour un certain nombre de raisons, dont la protection contre la maladie, le succès dans l'effort et une bonne récolte. 

## Histoire
La croyance au ujigami semble n'être apparue seulement qu'au VIIIe siècle. 
À l'origine, les ujigami sont généralement les esprits des ancêtres qui descendent d'un clan particulier (uji), vénérés par le chef (uji no kami) et les membres (ujibito), et qui en retour protègent le clan. Avant le syncrétisme progressif du Bouddhisme et du Shintoïsme primitif, ce système est à la base de la société japonaise, ainsi fondé sur des sorte de clans ou tribus, parmi lesquels la Famille Impériale est considérée comme la plus exaltée, et son Uji-no-kami, l'Empereur (ou l'Impératrice régnante) est le chaman suprême, dont les pouvoirs séculiers découlent de son autorité religieuse (de façon similaire au Souverain Pontife). Au cours de l'histoire du Japon cependant, cette notion évolue vers l'usage courant actuel du kami protecteur d'une zone géographique définie. Deux facteurs jouent un rôle particulièrement important dans cette évolution, l'emplacement des clans et leur influence grandissante sur les shōen d'une part et le « système de vérification des temples » (寺 受 制度 terauke, seido), contrôlé par l'État et mis en œuvre par le shogunat Tokugawa après la rébellion de Shimabara d'autre part. Ce système d'enregistrement et de suivi des fidèles du pays a pour conséquence que les nombreux sanctuaires shinto doivent se faire enregistrer auprès es temples les plus proches.
Dans sa forme actuelle, le terme ujigami est utilisé pour décrire plusieurs autres types de divinités shintoïstes. À l'origine, le terme ujigami fait référence à un dieu de la famille. On estime que, dans un premier temps, ces divinités étaient adorées sur des autels provisoires. Quand le système seigneurial japonais est établi après l'époque de Heian, les nobles, les guerriers et les temples ont leurs propres terres privées, la société basée sur la famille tombe en désuétude, et la croyance dans les ujigami diminue. À leur tour, les seigneurs des manoirs se mettent à prier les dieux pour protéger leurs terres. Ces divinités gardiennes sont appelées chinju (鎮守). Au cours de l'époque de Muromachi, le système seigneurial est en déclin de sorte que les divinités gardiennes sont vénérées avec les ujigami. Un ubusunagami (産土神) est un dieu de la terre de sa naissance. Au fil du temps, les ubusunagami et les chinju sont considérés comme le cœur de la communauté et sont finalement appelés ujigami. 
Le terme ujiko (氏子) sert à désigner une personne qui vénère un ujigami.
Les ujigami peuvent être actuellement classés en trois catégories principales :
- Ujigami de village - dans ce système, chacun des résidents locaux  est engagé dans le voisinage du sanctuaire en tant que membre du clan (氏 子, UJIKO) et à ce titre participe au culte de son dieu.

- Ujigami yashiki ou-ie-Ujigami - ce sont des kami qui sont adorés dans de petits sanctuaires (hokora) sur les biens réels de chaque famille.

- Ujigami ikkeou ou maki-Ujigami - une sorte d'hybride des deux autres types, parce que le montant des fidèles d'une divinité particulière est aussi constitué des parents éloignés (ikke) ou des groupes de quartier plus larges (maki).

## Source de la traduction
- (en) Cet article est partiellement ou en totalité issu de l’article de Wikipédia en anglais intitulé « Ujigami » (voir la liste des auteurs).